# 泰陶 (勃兰登堡州)
泰陶（德語：Tettau）是德国勃兰登堡州的市镇，隶属于上施普雷瓦尔德-劳西茨县，总面积为8.84平方千米，截至2020年总人口为763人。